# Le Torpt
Le Torpt é uma comuna francesa na região administrativa da Normandia, no departamento de Eure. Estende-se por uma área de 6,66 km². Em 2010 a comuna tinha 450 habitantes (densidade: 67,6 hab./km²).